# Изард (округ)
И́зард (англ. Izard County) — округ, расположенный в штате Арканзас, США с населением в 13 249 человек по статистическим данным переписи 2000 года. Столица округа находится в городе Мелборн.
Округ Изард был образован 27 октября 1825 года, став тринадцатым по счёту округом Арканзаса и получив своё название в честь участника англо-американской войны 1812 года и бывшего губернатора Территории Арканзас генерала Джорджа Изарда.

## География
По данным Бюро переписи населения США округ Изард имеет общую площадь в 1513 квадратных километров, из которых 1505 кв. километров занимает земля и 8 кв. километров — вода. Площадь водных ресурсов округа составляет 0,57 % от всей его площади.

### Соседние округа
- Фултон — север
- Шарп — восток
- Индепенденс — юго-восток
- Стон — юго-запад
- Бакстер — северо-запад

## Демография
По данным переписи населения 2000 года в округе Изард проживало 13 249 человек, 3 769 семей, насчитывалось 5 440 домашних хозяйств и 6 591 жилых домов. Средняя плотность населения составляла 9 человек на один квадратный километр. Расовый состав округа по данным переписи распределился следующим образом: 96,41 % белых, 1,44 % чёрных или афроамериканцев, 0,63 % коренных американцев, 0,11 % азиатов, 0,02 % выходцев с тихоокеанских островов, 1,13 % смешанных рас, 0,26 % — других народностей. Испано- и латиноамериканцы составили 1,00 % от всех жителей округа.
Из 5 440 домашних хозяйств в 25,50 % — воспитывали детей в возрасте до 18 лет, 58,70 % представляли собой совместно проживающие супружеские пары, в 7,50 % семей женщины проживали без мужей, 30,70 % не имели семей. 27,80 % от общего числа семей на момент переписи жили самостоятельно, при этом 15,10 % составили одинокие пожилые люди в возрасте 65 лет и старше. Средний размер домашнего хозяйства составил 2,30 человек, а средний размер семьи — 2,78 человек.
Население округа по возрастному диапазону по данным переписи 2000 года распределилось следующим образом: 20,90 % — жители младше 18 лет, 7,10 % — между 18 и 24 годами, 25,00 % — от 25 до 44 лет, 25,80 % — от 45 до 64 лет и 21,10 % — в возрасте 65 лет и старше. Средний возраст жителей округа составил 43 года. На каждые 100 женщин в округе приходилось 102,90 мужчин, при этом на каждых сто женщин 18 лет и старше приходилось 100,90 мужчин также старше 18 лет.
Средний доход на одно домашнее хозяйство в округе составил 25 670 долларов США, а средний доход на одну семью в округе — 32 313 долларов. При этом мужчины имели средний доход в 22 389 долларов США в год против 18 450 долларов США среднегодового дохода у женщин. Доход на душу населения в округе составил 14 397 долларов США в год. 13,60 % от всего числа семей в округе и 17,20 % от всей численности населения находилось на момент переписи населения за чертой бедности, при этом 22,40 % из них были моложе 18 лет и 13,70 % — в возрасте 65 лет и старше.

## Главные автодороги
- AR 5
- AR 9
- AR 56
- AR 58
- AR 69

## Населённые пункты

### Города и посёлки
- Гайон
- Калико-Рок
- Маунт-Плезант
- Мелборн
- Оксфорд
- Пайнвилл
- Франклин
- Хорсшу-Бенд

### Невключённые территории
- Вайсмен